# Ladislau Biernaski
Ladislau Biernaski (Almirante Tamandaré, 24 ottobre 1937 – São José dos Pinhais, 13 febbraio 2012) è stato un vescovo cattolico brasiliano, presidente fino alla sua morte della Comissão Pastoral da Terra.

## Biografia
Nato ad Almirante Tamandaré nel 1937, entrò nella Congregazione della missione nel seminario San Vincenzo de' Paoli a Curitiba; fu ordinato sacerdote il 6 luglio 1963. Conseguì la licenza in teologia all'Institut catholique de Paris nel 1965.
Tornato in Brasile, fu insegnante fino al 1968 nel seminario dove aveva studiato, che nel frattempo aveva trasferito la sede da Curitiba ad Araucária. Fu anche docente di teologia alla Conferência dos Religiosos do Brasil di Paraná (1967).
Dal 1975 a 1979 fu provinciale della Congregazione della missione e sviluppò la pastorale delle vocazioni nell'arcidiocesi di Curitiba.
Nominato vescovo ausiliare di Curitiba nel 1979, ricevette l'incarico di occuparsi della pastorale sociale come segretario esecutivo nella Regione ecclesiastica Sud 2 della CNBB. Fu rappresentante episcopale in seno alla Pastoral Operária, alla Comissão Pastoral da Terra, alla Pastoral Carcerária e alla Pastoral do Menor.
Il 6 dicembre 2006 fu trasferito alla neoeretta diocesi di São José dos Pinhais per diventarne il primo vescovo e nel 2009 fu eletto presidente della Comissão Pastoral da Terra, carica che mantenne fino alla sua morte, il 13 febbraio 2012.

## Genealogia episcopale
La genealogia episcopale è:
- Cardinale Scipione Rebiba
- Cardinale Giulio Antonio Santori
- Cardinale Girolamo Bernerio, O.P.
- Arcivescovo Galeazzo Sanvitale
- Cardinale Ludovico Ludovisi
- Cardinale Luigi Caetani
- Cardinale Ulderico Carpegna
- Cardinale Paluzzo Paluzzi Altieri degli Albertoni
- Papa Benedetto XIII
- Papa Benedetto XIV
- Papa Clemente XIII
- Cardinale Enrico Benedetto Stuart
- Papa Leone XII
- Cardinale Chiarissimo Falconieri Mellini
- Cardinale Camillo Di Pietro
- Cardinale Mieczysław Halka Ledóchowski
- Cardinale Jan Maurycy Paweł Puzyna de Kosielsko
- Arcivescovo Józef Bilczewski
- Arcivescovo Bolesław Twardowski
- Arcivescovo Eugeniusz Baziak
- Papa Giovanni Paolo II
- Vescovo Ladislau Biernaski, C.M.